# Division de Bharatpur
La division de Bharatpur est une division de l'état du Rajasthan en Inde. La division comprend quatre districts: le district de Bharatpur, de Dholpur, de Karauli et de Sawai.